# Божил Бранков
Божил Бранков Йончев е български революционер, войвода на Върховния македоно-одрински комитет.

## Биография
Бранков е роден в софийското село Кътина през 1881 година. Има образование 4-то отделение. В 1899 година става член на ВМОК. От 1900 година е четник при петричкия войвода Дончо Златков, от 1901 до 1902 година е в горноджумайската чета на капитан Юрдан Стоянов. По време на Горноджумайското въстание през септември-октомври 1902 година Божил Бранков е войвода в Разложко. От март 1903 година Бранков е с четата на мичман Тодор Саев. Взема участие в Илинденско-Преображенското въстание в Серския революционен окръг като войвода в Мелнишко.